# Tachina oligoria
Tachina oligoria là một loài ruồi trong họ Tachinidae.